# Frea marmorata
Frea marmorata là một loài bọ cánh cứng trong họ Cerambycidae.